# Europees kampioenschap waterpolo vrouwen 2014
Het 15e Europees kampioenschap waterpolo voor vrouwen vond plaats van 16 juli tot 26 juli 2014 in Boedapest, Hongarije. Acht landenteams namen deel aan het toernooi. Spanje werd voor de eerste keer Europees kampioen, Nederland eindigde als tweede.

## Voorronde
|  | Groepswinnaar naar Halve finales        |
|  | Nummers 2 & 3 naar Kwartfinales         |
|  | Nummers 4 naar Wedstrijd om 7/8e plaats |

### Groep A
| Datum   | Land                | Land        | Uitslag | Periode           |
| ------- | ------------------- | ----------- | ------- | ----------------- |
| 16 juli | Verenigd Koninkrijk | Griekenland | 7 - 9   | (1-2,3-2,2-2,1-3) |
| 16 juli | Nederland           | Hongarije   | 12 - 11 | (3-3,3-3,4-3,2-2) |
| 18 juli | Verenigd Koninkrijk | Nederland   | 5 - 11  | (1-2,2-2,1-3,1-4) |
| 18 juli | Hongarije           | Griekenland | 12 - 7  | (3-0,3-3,3-2,3-2) |
| 20 juli | Nederland           | Griekenland | 9 - 7   | (3-1,3-2,2-3,1-1) |
| 20 juli | Verenigd Koninkrijk | Hongarije   | 5 - 16  | (2-5,1-3,1-5,1-3) |

| Groep A |                     |             |             |             |             |            |            |            |        |
| #       | Land                | Wedstrijden | Wedstrijden | Wedstrijden | Wedstrijden | Doelpunten | Doelpunten | Doelpunten | Punten |
| #       | Land                | G           | W           | G           | V           | V          | T          | Saldo      | Punten |
| 1       | Nederland           | 3           | 3           | 0           | 0           | 32         | 23         | +9         | 9      |
| 2       | Hongarije           | 3           | 2           | 0           | 1           | 39         | 24         | +15        | 6      |
| 3       | Griekenland         | 3           | 1           | 0           | 2           | 23         | 28         | -5         | 3      |
| 4       | Verenigd Koninkrijk | 3           | 0           | 0           | 3           | 17         | 36         | -19        | 0      |

### Groep B
| Datum   | Land      | Land      | Uitslag | Periode           |
| ------- | --------- | --------- | ------- | ----------------- |
| 16 juli | Italië    | Frankrijk | 14 - 4  | (3-1,4-1,1-0,6-2) |
| 16 juli | Rusland   | Spanje    | 10 - 9  | (2-2,2-3,3-2,3-2) |
| 18 juli | Frankrijk | Spanje    | 4 - 18  | (1-4,0-6,1-5,2-3) |
| 18 juli | Rusland   | Italië    | 10 - 13 | (2-3,1-3,4-5,3-2) |
| 20 juli | Rusland   | Frankrijk | 18 - 6  | (4-1,6-3,3-2,5-0) |
| 20 juli | Italië    | Spanje    | 8 - 12  | (1-4,2-4,3-3,2-1) |

| Groep B |           |             |             |             |             |            |            |            |        |
| #       | Land      | Wedstrijden | Wedstrijden | Wedstrijden | Wedstrijden | Doelpunten | Doelpunten | Doelpunten | Punten |
| #       | Land      | G           | W           | G           | V           | V          | T          | Saldo      | Punten |
| 1       | Spanje    | 3           | 2           | 0           | 1           | 39         | 22         | +17        | 6      |
| 2       | Italië    | 3           | 2           | 0           | 1           | 35         | 26         | +9         | 6      |
| 3       | Rusland   | 3           | 2           | 0           | 1           | 38         | 28         | +10        | 6      |
| 4       | Frankrijk | 3           | 0           | 0           | 3           | 14         | 50         | -36        | 0      |

### 7e/8e plaats
| Datum   | Land                | Land      | Uitslag | Periode           |
| ------- | ------------------- | --------- | ------- | ----------------- |
| 22 juli | Verenigd Koninkrijk | Frankrijk | 5 - 8   | (1-3,2-1,1-3,1-1) |

## Kwartfinales
| Datum   | Land      | Land        | Uitslag | Periode               |
| ------- | --------- | ----------- | ------- | --------------------- |
| 22 juli | Hongarije | Rusland     | 11 - 7  | (2-1,4-1,3-3,2-2)     |
| 22 juli | Italië    | Griekenland | 11 - 9  | (2-2,3-2,1-2,1-1,4-2) |

### 5e/6e plaats
| Datum   | Land    | Land        | Uitslag | Periode           |
| ------- | ------- | ----------- | ------- | ----------------- |
| 24 juli | Rusland | Griekenland | 7 - 5   | (3-3,3-1,0-1,1-0) |

## Halve Finales
| Datum   | Land      | Land      | Uitslag | Periode               |
| ------- | --------- | --------- | ------- | --------------------- |
| 24 juli | Hongarije | Spanje    | 8 - 9   | (2-2,3-3,2-3,1-1)     |
| 24 juli | Italië    | Nederland | 11 - 12 | (1-1,4-4,2-1,1-2,3-4) |

## Bronzen Finale
| Datum   | Land      | Land   | Uitslag | Periode           |
| ------- | --------- | ------ | ------- | ----------------- |
| 26 juli | Hongarije | Italië | 10 - 9  | (2-3,5-2,0-2,3-2) |

## Finale
| Datum   | Land   | Land      | Uitslag | Periode           |
| ------- | ------ | --------- | ------- | ----------------- |
| 26 juli | Spanje | Nederland | 10 - 5  | (3-3,2-0,2-2,3-0) |

## Eindrangschikking
| Goud   | Spanje              |
| Zilver | Nederland           |
| Brons  | Hongarije           |
| 4      | Italië              |
| 5      | Rusland             |
| 6      | Griekenland         |
| 7      | Frankrijk           |
| 8      | Verenigd Koninkrijk |

| Europees kampioen 2014 · Spanje · 1e titel Selectie: Laura Ester, Marta Bach, Anna Espar, Roser Tarragó, Matilde Ortiz, Jennifer Pareja, Lorena Miranda, Pilar Peña Carrasco, Andrea Blas, Ona Meseguer, Maica García Godoy, Laura López en Patricia Herrera. · Bondscoach: Miki Oca. |

Europees kampioenschap waterpolo mannen

1926 · 
1927 · 
1931 · 
1934 · 
1938 · 
1947 · 
1950 · 
1954 · 
1958 · 
1962 · 
1966 · 
1970 · 
1974 · 
1977 · 
1981 · 
1983 · 
1985 · 
1987 · 
1989 · 
1991 · 
1993 · 
1995 · 
1997 · 
1999 · 
2001 · 
2003 · 
2006 · 
2008 · 
2010 · 
2012 · 
2014 · 
2016 · 
2018 · 
2020 · 
2022 · 
2024
Europees kampioenschap waterpolo vrouwen

1985 · 
1987 · 
1989 · 
1991 · 
1993 · 
1995 · 
1997 · 
1999 · 
2001 · 
2003 · 
2006 · 
2008 · 
2010 · 
2012 · 
2014 · 
2016 · 
2018 · 
2020 · 
2022 · 
2024